# Игвала де ла Индепенденсија (Игвала де ла Индепенденсија, Гереро)
Игвала де ла Индепенденсија (шп. Iguala de la Independencia) насеље је у Мексику у савезној држави Гереро у општини Игвала де ла Индепенденсија. Насеље се налази на надморској висини од 732 м.

## Становништво
Према подацима из 2010. године у насељу је живело 118468 становника.

### Хронологија
| Година       | 2000                   | 2005                   | 2010                   |
| ------------ | ---------------------- | ---------------------- | ---------------------- |
| Становништво | 104759 (49675 / 55084) | 110390 (52465 / 57925) | 118468 (56641 / 61827) |

### Попис
| \| \| м \| \| \| ж \| \| 0—2 \| 3.337 \| \| \| 3.088 \| \| 3—5 \| 3.458 \| \| \| 3.334 \| \| 6—11 \| 7.035 \| \| \| 6.692 \| \| 12—14 \| 3.499 \| \| \| 3.497 \| \| 15—17 \| 3.784 \| \| \| 3.785 \| \| 18—24 \| 7.820 \| \| \| 8.455 \| \| 60+ \| 4.829 \| \| \| 6.049 \| \| Просек : \| 28,2 \| \| \| 29,9 \| |       |  |  |       |
| |       |  |  |       |
| | м     |  |  | ж     |
| 0—2 | 3.337 |  |  | 3.088 |
| 3—5 | 3.458 |  |  | 3.334 |
| 6—11 | 7.035 |  |  | 6.692 |
| 12—14 | 3.499 |  |  | 3.497 |
| 15—17 | 3.784 |  |  | 3.785 |
| 18—24 | 7.820 |  |  | 8.455 |
| 60+ | 4.829 |  |  | 6.049 |
| Просек : | 28,2  |  |  | 29,9  |

| #   | Индикатор                                                                                        | Вредност |
| --- | ------------------------------------------------------------------------------------------------ | -------- |
| 1   | Становништво од 0 до 2 године                                                                    | 6425     |
| 2   | Мушко становништво од 0 до 2 године                                                              | 3337     |
| 3   | Женско становништво од 0 до 2 године                                                             | 3088     |
| 4   | Становништво са 3 и више година                                                                  | 111159   |
| 5   | Мушко становништво са 3 и више година                                                            | 52866    |
| 6   | Женско становништво са 3 и више година                                                           | 58293    |
| 7   | Становништво са 5 и више година                                                                  | 106617   |
| 8   | Мушко становништво са 5 и више година                                                            | 50562    |
| 9   | Женско становништво са 5 и више година                                                           | 56055    |
| 10  | Становништво са 12 и више година                                                                 | 90640    |
| 11  | Мушко становништво са 12 и више година                                                           | 42373    |
| 12  | Женско становништво са 12 и више година                                                          | 48267    |
| 13  | Становништво са 15 и више година                                                                 | 83644    |
| 14  | Мушко становништво са 15 и више година                                                           | 38874    |
| 15  | Женско становништво са 15 и више година                                                          | 44770    |
| 16  | Становништво са 18 и више година                                                                 | 76075    |
| 17  | Мушко становништво са 18 и више година                                                           | 35090    |
| 18  | Женско становништво са 18 и више година                                                          | 40985    |
| 19  | Становништво од 3 до 5 година                                                                    | 6792     |
| 20  | Мушко становништво од 3 до 5 година                                                              | 3458     |
| 21  | Женско становништво од 3 до 5 година                                                             | 3334     |
| 22  | Становништво од 6 до 11 година                                                                   | 13727    |
| 23  | Мушко становништво од 6 до 11 година                                                             | 7035     |
| 24  | Женско становништво од 6 до 11 година                                                            | 6692     |
| 25  | Становништво од 8 до 14 година                                                                   | 16079    |
| 26  | Мушко становништво од 8 до 14 година                                                             | 8157     |
| 27  | Женско становништво од 8 до 14 година                                                            | 7922     |
| 28  | Становништво од 12 до 14 година                                                                  | 6996     |
| 29  | Мушко становништво од 12 до 14 година                                                            | 3499     |
| 30  | Женско становништво од 12 до 14 година                                                           | 3497     |
| 31  | Становништво од 15 до 17 година                                                                  | 7569     |
| 32  | Мушко становништво од 15 до 17 година                                                            | 3784     |
| 33  | Женско становништво од 15 до 17 година                                                           | 3785     |
| 34  | Становништво од 18 до 24 године                                                                  | 16275    |
| 35  | Мушко становништво од 18 до 24 године                                                            | 7820     |
| 36  | Женско становништво од 18 до 24 године                                                           | 8455     |
| 37  | Женско становништво од 15 до 49 година                                                           | 33515    |
| 38  | Становништво са 60 и више година                                                                 | 10878    |
| 39  | Мушко становништво са 60 и више година                                                           | 4829     |
| 40  | Женско становништво са 60 и више година                                                          | 6049     |
| 41  | Однос између мушкараца и жена                                                                    | 91.61    |
| 42  | Становништво од нуле до 14 година                                                                | 33940    |
| 43  | Становништво од 15 до 64 године                                                                  | 76029    |
| 44  | Становништво од 65 година и више                                                                 | 7615     |
| 45  | Просечан број деце                                                                               | 2.22     |
| 46  | Становништво рођено у ентитету                                                                   | 106304   |
| 47  | Мушко становништво рођено у ентитету                                                             | 50473    |
| 48  | Женско становништво рођено у ентитету                                                            | 55831    |
| 49  | Становништво рођено у другом ентитету                                                            | 10358    |
| 50  | Мушко становништво рођено у другом ентитету                                                      | 5267     |
| 51  | Женско становништво рођено у другом ентитету                                                     | 5091     |
| 52  | Становништво од 5 година и више резидентно у ентитету у јуну 2005. године                        | 102344   |
| 53  | Мушко становништво старосног доба од 5 година и више, резидентно у ентитету у јуну 2005. године  | 48157    |
| 54  | Женско становништво старосног доба од 5 и више година, резидентно у ентитету у јуну 2005. године | 54187    |
| 55  | Становништво од 5 година и више које је живело у другом ентитету у јуну 2005. године             | 2544     |
| 56  | Мушко становништво старије од 5 година које је живело у другом ентитету у јуну 2005. године      | 1310     |
| 57  | Женско становништво старије од 5 година које је живело у другом ентитету у јуну 2005. године     | 1234     |
| 58  | Становништво од 3 године и више које говори аутохтони језик                                      | 1915     |
| 59  | Мушко становништво старо 3 године и више које говори аутохтони језик                             | 907      |
| 60  | Женско становништво старо 3 године и више које говори аутохтони језик                            | 1008     |
| 61  | Становништво од 3 године и више које говори аутохтони језик и не говори шпански језик            | 7        |
| 62  | Мушко становништво старо 3 године и више које говори аутохтони језик и не говори шпански         | 3        |
| 63  | Женско становништво старо 3 године и више које говори аутохтони језик и не говори шпански језик  | 4        |
| 64  | Становништво старо 3 године и више које говори аутохтони језик и шпански                         | 1670     |
| 65  | Мушко становништво старо 3 године и више које говори аутохтони језик и шпански                   | 792      |
| 66  | Женско становништво старо 3 године и више које говори аутохтони језик и шпански                  | 878      |
| 67  | Становништво од 5 година и више које говори аутохтони језик                                      | 1900     |
| 68  | Становништво од 5 година и више које говори аутохтони језик и не говори шпански језик            | 6        |
| 69  | Становништво од 5 година и више које говори аутохтони језик и говори шпански језик               | 1662     |
| 70  | Становништво у домородачким домаћинствима                                                        | 4680     |
| 71  | Становништво са ограничењима у активностима                                                      | 4295     |
| 72  | Становништво са ограниченим ходањем или кретањем, горе или доле                                  | 2453     |
| 73  | Становници са ограничењима вида, чак и уз кориштење сочива                                       | 1069     |
| 74  | Становништво са ограничењима говора, комуникације или конверзације                               | 461      |
| 75  | Становништво са ограниченим слухом                                                               | 479      |
| 76  | Становништво са ограничењима при одевању, купању или јелу                                        | 181      |
| 77  | Становништво са ограничењима у опажању или учењу једноставних ствари                             | 181      |
| 78  | Становништво са менталним ограничењима                                                           | 375      |
| 79  | Становништво без ограничења активности                                                           | 112769   |
| 80  | Становништво од 3 до 5 година које не похађа школу                                               | 1872     |
| 81  | Мушко становништво од 3 до 5 година које не похађа школу                                         | 955      |
| 82  | Женско становништво од 3 до 5 година које не похађа школу                                        | 917      |
| 83  | Становништво од 6 до 11 година које не похађа школу                                              | 533      |
| 84  | Мушко становништво од 6 до 11 година које не похађа школу                                        | 293      |
| 85  | Женско становништво од 6 до 11 година које не похађа школу                                       | 240      |
| 86  | Становништво од 12 до 14 година које не похађа школу                                             | 491      |
| 87  | Мушко становништво од 12 до 14 година које не похађа школу                                       | 274      |
| 88  | Женско становништво од 12 до 14 година које не похађа школу                                      | 217      |
| 89  | Становништво од 15 до 17 година похађа школу                                                     | 5710     |
| 90  | Мушко становништво од 15 до 17 година похађа школу                                               | 2839     |
| 91  | Женско становништво између 15 и 17 година живота у школи                                         | 2871     |
| 92  | Становништво од 18 до 24 године похађа школу                                                     | 5820     |
| 93  | Мушко становништво од 18 до 24 године похађа школу                                               | 2807     |
| 94  | Женско становништво од 18 до 24 године похађа школу                                              | 3013     |
| 95  | Становништво од 8 до 14 година које не може да чита и пише                                       | 446      |
| 96  | Мушко становништво старосног доба од 8 до 14 година које не може да чита и пише                  | 273      |
| 97  | Женско становништво старосног доби од 8 до 14 година које не може да чита и пише                 | 173      |
| 98  | Становништво од 15 година и више које је неписмено                                               | 5276     |
| 99  | Мушко становништво од 15 година и више које је неписмено                                         | 1901     |
| 100 | Женско становништво од 15 година и више које је неписмено                                        | 3375     |
| 101 | Становништво старо 15 и више година без школовања                                                | 5847     |
| 102 | Мушко становништво старо 15 и више година без школовања                                          | 2231     |
| 103 | Женско становништво старо 15 и више година без школовања                                         | 3616     |
| 104 | Становништво старосног доба 15 и више година са непотпуним основним образовањем                  | 8198     |
| 105 | Мушко становништво старосног доба од 15 година и више са непотпуном основним образовањем         | 3586     |
| 106 | Женско становништво старосног доба 15 и више година са непотпуном основним образовањем           | 4612     |
| 107 | Становништво старо 15 и више година са комплетним основним образовањем                           | 10006    |
| 108 | Мушко становништво старо 15 година и више са комплетним основним образовањем                     | 4593     |
| 109 | Женско становништво старо 15 и више година са комплетним основним образовањем                    | 5413     |
| 110 | Становништво старосног доба 15 и више година са непотпуним средњим образовањем                   | 4902     |
| 111 | Мушко становништво старосног доба од 15 година и више са непотпуним средњим образовањем          | 2598     |
| 112 | Женско становништво старосног доба од 15 година и више са непотпуним средњим образовањем         | 2304     |
| 113 | Становништво старо 15 и више година са пуним секундарном образовањем                             | 14861    |
| 114 | Мушко становништво старосног доба од 15 година и више са пуним секундарном образовањем           | 7228     |
| 115 | Женско становништво старосног доба од 15 година и више са пуним секундарном образовањем          | 7633     |
| 116 | Становништво старије од 18 година са постосновним образовањем                                    | 36986    |
| 117 | Мушко становништво старије од 18 година са постосновним образовањем                              | 17380    |
| 118 | Женско становништво старије од 18 година са постосновним образовањем                             | 19606    |
| 119 | Просечна оцена школовања                                                                         | 9.53     |
| 120 | Просечан ниво образовања мушке популације                                                        | 9.68     |
| 121 | Просечан ниво образовања женског становништва                                                    | 9.41     |
| 122 | Економски активно становништво                                                                   | 50260    |
| 123 | Економски активна мушка популација                                                               | 30144    |
| 124 | Економски активна женска популација                                                              | 20116    |
| 125 | Становништво које није економски активно                                                         | 39990    |
| 126 | Мушко становништво које није економски активно                                                   | 11989    |
| 127 | Женско становништво које није економски активно                                                  | 28001    |
| 128 | Запослено становништво                                                                           | 48260    |
| 129 | Запослено мушко становништво                                                                     | 28650    |
| 130 | Запослено женско становништво                                                                    | 19610    |
| 131 | Незапослена популација                                                                           | 2000     |
| 132 | Незапослена мушка популација                                                                     | 1494     |
| 133 | Незапослена женска популација                                                                    | 506      |
| 134 | Становништво без права на здравствене услуге                                                     | 52381    |
| 135 | Становништво које има право на здравствене услуге                                                | 65069    |
| 136 | Становништво које има право на ИМСС                                                              | 24741    |
| 137 | Становништво које има право на социјално осигурање                                               | 22115    |
| 138 | Становништво које има право на државно социјално осигурање                                       | 409      |
| 139 | Становништво које има право на опште осигурање или здравствено осигурање за нову генерацију      | 14985    |
| 140 | Становништво које је било једном или није било у браку током 12 година и више                    | 31901    |
| 141 | Венчано или уједињено становништво од 12 година и више                                           | 48108    |
| 142 | Становништво које је било у браку или уједињено 12 година и више                                 | 10532    |
| 143 | Становништво са католичком религијом                                                             | 96549    |
| 144 | Протестанти, еванђелисти и библијски следбеници различити од еванђелиста                         | 14330    |
| 145 | Становништво са другим религијама различитим од претходних                                       | 170      |
| 146 | Становништво без религије                                                                        | 5059     |
| 147 | Укупно пописаних домаћинства                                                                     | 29463    |
| 148 | Пописна домаћинства на челу са мушкарцима                                                        | 20390    |
| 149 | Пописна домаћинства на челу са женама                                                            | 9073     |
| 150 | Становништво у пописним домаћинствима                                                            | 117598   |
| 151 | Становништво у пописним домаћинствима на челу са мушкарцима                                      | 84550    |
| 152 | Становништво у пописним домаћинствима на челу са женама                                          | 33048    |
| 153 | Укупно домаћинстава                                                                              | 38279    |
| 154 | Укупно насељених домаћинстава                                                                    | 29744    |
| 155 | Укупно приватних кућа                                                                            | 37998    |
| 156 | Насељени приватни домови                                                                         | 29463    |
| 157 | Укупно насељених приватних кућа                                                                  | 29740    |
| 158 | Ненасељене приватне куће                                                                         | 6456     |
| 159 | Појединачна домаћинства за привремену употребу                                                   | 2079     |
| 160 | Становници у насељеним приватним кућама                                                          | 117598   |
| 161 | Насељеност станара у приватним становима                                                         | 3.99     |
| 162 | Просечно становника по соби у приватним насељеним домаћинствима                                  | 1.13     |
| 163 | Појединачна домаћинства са подовима од различитих материјала од земље                            | 26062    |
| 164 | Појединачна домаћинства у приземљу                                                               | 3225     |
| 165 | Појединачна домаћинства са једном спаваћом собом                                                 | 10298    |
| 166 | Појединачна домаћинства са две спаваће собе и више                                               | 19073    |
| 167 | Појединачна домаћинства са једним собом                                                          | 3374     |
| 168 | Појединачна домаћинства са две собе                                                              | 5289     |
| 169 | Појединачна домаћинства са 3 собе и више                                                         | 20660    |
| 170 | Појединачна домаћинства која имају електрично светло                                             | 29078    |
| 171 | Појединачна домаћинства која немају електрично светло                                            | 294      |
| 172 | Појединачна домаћинства која имају водоводну воду у стамбеном простору                           | 22281    |
| 173 | Појединачна домаћинства која немају водоводну воду у стамбеном простору                          | 7046     |
| 174 | Појединачна домаћинства која имају тоалет                                                        | 28883    |
| 175 | Појединачна домаћинства која имају канализацију                                                  | 28693    |
| 176 | Појединачна домаћинства која немају канализацију                                                 | 615      |
| 177 | Појединачна домаћинства која имају електрично светло, довод воде из јавне мреже и канализацију   | 22100    |
| 178 | Појединачна домаћинства без икаквих услова                                                       | 359      |
| 179 | Појединачна домаћинства која имају радио                                                         | 23400    |
| 180 | Појединачна домаћинства која имају телевизор                                                     | 28056    |
| 181 | Појединачна домаћинства која имају фрижидер                                                      | 26339    |
| 182 | Појединачна домаћинства која имају машину за веш                                                 | 16418    |
| 183 | Појединачна домаћинства која имају аутомобил или комби                                           | 11143    |
| 184 | Појединачна домаћинства која имају рачунар                                                       | 9543     |
| 185 | Појединачна домаћинства која имају фиксну телефонску линију                                      | 14735    |
| 186 | Појединачна домаћинства која имају мобилни телефон                                               | 20747    |
| 187 | Појединачна домаћинства која имају приступ интернету                                             | 6577     |
| 188 | Величина локације                                                                                | 11       |